# Vepris polymorpha
Vepris polymorpha là một loài thực vật có hoa trong họ Cửu lý hương. Loài này được (Danguy ex Lecomte) H. Perrier miêu tả khoa học đầu tiên năm 1948.